# فرانسیسکو گویدو
فرانسیسکو گویدو (انگلیسی: Francisco Guilledo; زاده ۱ اوت ۱۹۰۱ – درگذشته ۱۴ ژوئیهٔ ۱۹۲۵) بوکسور اهل فیلیپین بود.